# Байхор
Байхор — село в Красночикойском районе Забайкальского края России. Административный центр сельского поселения «Байхорское». Основано до 1763 года.

## География
Село находится в северо-западной части района, на левом берегу реки Большой Байхор, вблизи места впадения её в реку Чикой, на расстоянии примерно 10 км (по прямой) к юго-западу от села Красный Чикой, административного центра района. Абсолютная высота — 755 м над уровнем моря.
Климат
Климат характеризуется как резко континентальный. Средняя температура самого тёплого месяца (июля) составляет 14 — 16 °С (абсолютный максимум — 36 °С). Средняя температура самого холодного месяца (января) — −22 — −26 °С (абсолютный минимум — −53 °С). Годовое количество осадков — 350—500 мм.
Часовой пояс
Село Байхор, как и весь Забайкальский край, находится в часовой зоне МСК+6. Смещение применяемого времени относительно UTC составляет +9:00.

## Население
| 1926 | 1998 | 2002 | 2010 | 2021 |
| ---- | ---- | ---- | ---- | ---- |
| 1005 | ↘417 | ↘369 | ↘293 | ↘237 |

Половой состав
По данным Всероссийской переписи населения 2010 года, в гендерной структуре населения мужчины составляли 46,8 %, женщины — соответственно 53,2 %.
Национальный состав
Согласно результатам переписи 2002 года, в национальной структуре населения русские составляли 100 % из 369 чел.

## Улицы
| - ул. Набережная, - ул. Первомайская, | - ул. Северная, - ул. Юбилейная. |

## Инфраструктура
В селе функционируют средняя общеобразовательная школа, фельдшерско-акушерский пункт, библиотека, отделение связи и АТС.

## Достопримечательности
В селе находится Православная церковь во имя св. Николая Мирликийского (1851 года постройки).